# Ella Westermark
Elin (Ella) Linnéa Westermark, född 14 januari 1888 i Gamleby, Kalmar län, död 21 augusti 1970 i Danderyd, var en svensk målare, tecknare och konsthantverkare.
Hon var dotter till affärsmannen PG Westermark och Johanna Maria Söderlund. Westermark studerade vid Tekniska skolan och Högre konstindustriella skolan i Stockholm 1905–1910 och arbetade som mönsterritare vid textilaffärer och syateljéer 1910–1911. Därefter studerade hon i England 1912 innan hon tillsammans med Elin von Schantz började utge tidskriften Mönsterkompositioner 1913. Eter att hon tilldelats stipendium från Svenska slöjdföreningen kunde hon fortsätta sin utbildning i England 1914 och 1920 där hon bland annat studerade miniatyrmålning för Nina Ricé i Windsor. Separat ställde hon ut i Södertälje, Oskarshamn och Gamleby i Småland. Hennes konst består av porträtt, stilleben och landskapsskildringar utförda i olja, akvarell eller teckning.